# Football League Fourth Division
Football League Fourth Division byla anglická fotbalová soutěž, která předcházela dnešní League Two. Mezi roky 1958 až 1992 byla čtvrtou nejvyšší soutěží v Anglii. Poté, co se osamostatnila Premier League byla soutěž, při následné reorganizaci Football League, zrušena.
Až do sezóny 1986/87 byla soutěž poslední soutěží v anglickém ligovém systému, od této sezóny se poté sestupovalo do Football Conference (5. nejvyšší soutěž). Do Football League se až do roku 1987 dalo vstoupit pouze hlasováním všech členů Football League, s tím že se hlasovalo o setrvání posledních čtyř členů nejnižší divize. Pokud se nenašel žádný žadatel o vstup, tak se žádné hlasování neuskutečnilo. V opačném případě, když se našel nový tým žádající o vstup do soutěže, musel žadatel o vstup získat více hlasů než jeden ze čtyř posledních týmů divize.